# Maronenspecht
Der Maronenspecht (Blythipicus rubiginosus) ist eine Vogelart aus der Familie der Spechte (Picidae). Dieser kleine und insgesamt sehr düster gefärbte Specht bewohnt große Teile Südostasiens. Die Art ist eng an Wald mit dichtem und wenig lichtdurchlässigem Unterwuchs gebunden, wo sie sich meist nur wenige Meter über dem Boden aufhält. Die Nahrung besteht vor allem aus Larven holzbewohnender Käfer und anderen Insektenlarven. Die Art gilt in weiten Teilen ihres großen Verbreitungsgebietes als wenig häufig bis häufig, der Bestand ist jedoch offenbar abnehmend. Der Maronenspecht wird von der IUCN noch als ungefährdet („least concern“) eingestuft.

## Beschreibung

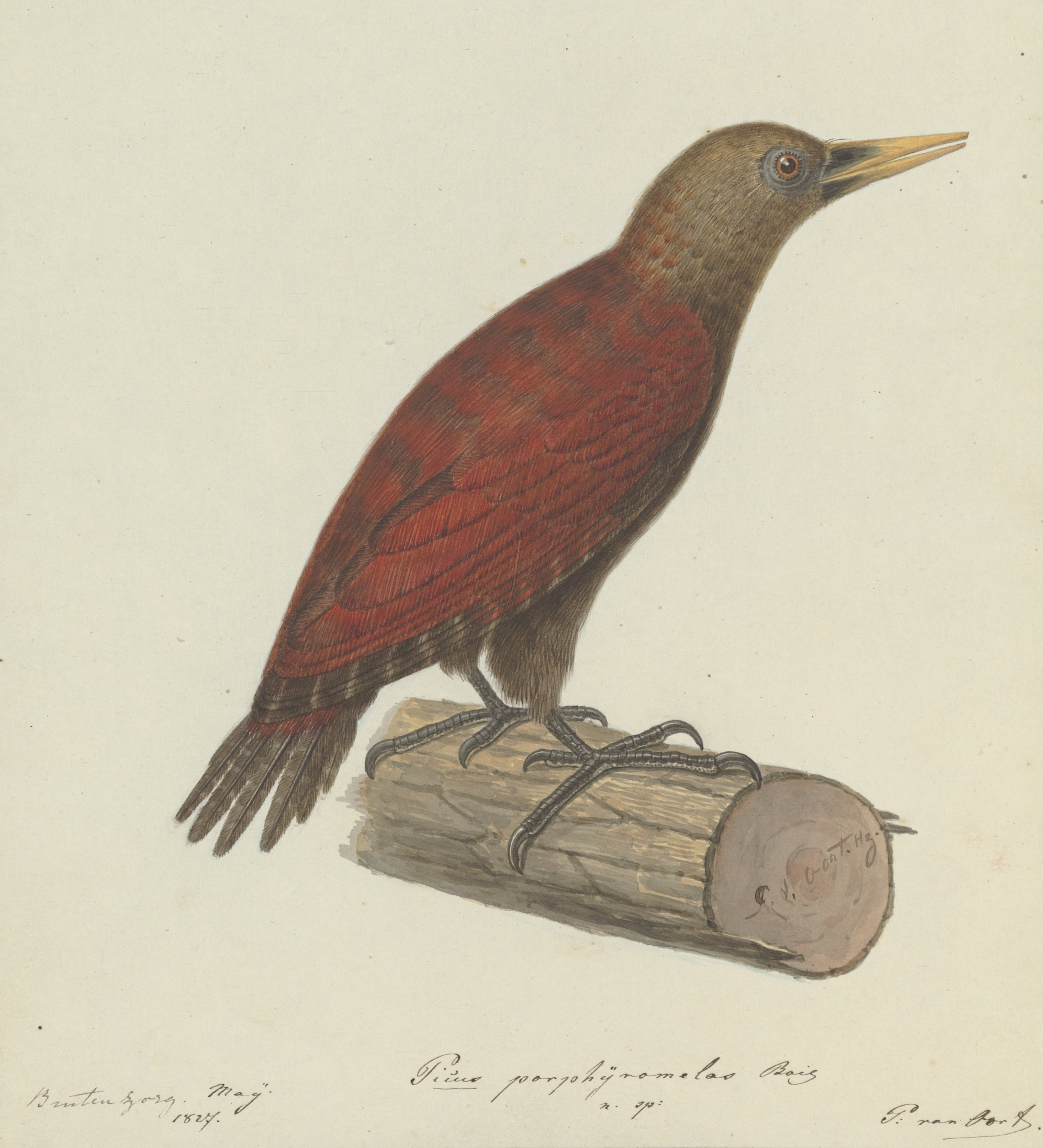
Maronenspecht, Illustration

Maronenspechte sind kleine Spechte mit kurzem Schwanz und einem langen, geraden, meißelförmig zugespitzten und an der Basis breiten Schnabel. Die Körperlänge beträgt etwa 23 cm, das Gewicht 64–92 g. Sie sind damit etwa so groß wie ein Buntspecht. Die Art zeigt hinsichtlich der Färbung einen nicht sehr auffallenden Geschlechtsdimorphismus, Weibchen haben außerdem einen kürzeren Schnabel als die Männchen.
Diese Spechte sind – wohl in Anpassung an ihren lichtarmen Lebensraum – insgesamt sehr einfarbig düster braun bis rotbraun. Beim Männchen sind Rücken, Bürzel und Oberschwanzdecken braun und düster rostbraun überhaucht. Die Federn haben auf diesem Grund an der Basis ein oder zwei undeutliche Binden. Die Oberflügeldecken sind düster bräunlich rot und zeigen oft einige pfeilspitzenartige Zeichnungen nahe den Spitzen. Die Schwingen sind dunkelbraun mit düster rötlichen Säumen und Spitzen und schmalen und undeutlichen blass weißlich hellbeigen Binden. Die Steuerfedern sind dunkelbraun und ebenfalls undeutlich hell gebändert. Die gesamte Unterseite des Rumpfes ist einfarbig dunkel rauchbraun bis schwärzlich, gelegentlich befinden sich auf der Brust einige Federn mit roten Spitzen. Die Unterflügel sind düster braun, der Unterschwanz ist etwas heller braun als die Schwanzoberseite.
Der Kopf ist fast einfarbig düster olivbraun, die Stirn ist etwa heller. Die Halsseiten und oft auch noch die Seiten des Hinterkopfes sind blutrot, gelegentlich finden sich rote Federn auch noch in der Wangenregion. Die Kehle ist düster braun und etwas vom dunkleren Rumpf abgesetzt.
Der Schnabel ist blassgelb oder elfenbeinfarben bis gelb, an der Basis grünlich gelb, bei Weibchen oft sogar schwärzlich. Beine und Zehen sind grau oder graubraun bis schwärzlich. Die Iris ist dunkelrot bis bräunlich rot, bei Jungvögeln braun. 
Weibchen fehlen die roten Partien an Halsseiten und Hinterkopf. Diese Bereiche sind wie der übrige Kopf düster olivbraun, zeigen aber häufig einen düster rötlichen Ton. Die innerartliche Variabilität ist gering und es werden keine Unterarten anerkannt.

## Lautäußerungen
Häufigste Rufe sind metallische, einzelne, doppelte oder gereihte „pit“- oder „pjick“-Laute. Arttypisch ist eine Reihe von 7 bis 11 oder mehr lauten, abfallenden längeren Rufen wie „chai-chai-chai-chai...“. Es ist bisher nicht bekannt, ob Maronenspechte trommeln.

## Verbreitung und Lebensraum
Diese Spechtart besiedelt große Teile Südostasiens. Das Verbreitungsgebiet reicht in West-Ost-Richtung vom Nordwesten Sumatras bis in den Osten Borneos, in Nord-Süd-Richtung vom Süden Myanmars und Thailands bis zur Südspitze Sumatras. Die Größe des Gesamtverbreitungsgebietes ist nicht genau bekannt.
Maronenspechte sind eng an Wald mit dichtem und wenig lichtdurchlässigem Unterwuchs gebunden. Sie bewohnen vor allem den immergrünen Regenwald mit dichter Bodenvegetation, aber auch entsprechend strukturierte Sekundärwälder, Bambuswälder und Gummibaumplantagen. Die Tiere sind weitgehend auf Niederungen beschränkt, kommen in Thailand aber bis in 900 m Höhe und auf Sumatra und Borneo bis in 2200 m Höhe vor.

## Lebensweise
Die Art hält sich meist nur wenige Meter über dem Boden auf, selten höher als 6 m und klettert auch an Bäumen meist nur wenige Meter hoch. Die sowohl an lebenden Bäumen als auch an liegendem und stehendem, zerfallendem Totholz jeder Größe gesuchte Nahrung besteht vor allem aus Larven holzbewohnender Käfer und anderen Insektenlarven. Die Vögel entfernen dazu Moos und Streu mit dem Schnabel und hacken verrottendes Holz mit dem kräftigen Schnabel in kleine Stücke. 
Maronenspechte leben einzeln oder in Paaren. Die Brutzeit erstreckt sich in Malaysia von Dezember bis Mai. Auf Borneo wurden Nester im Januar gefunden, wahrscheinlich erstreckt sich die Brutzeit dort aber bis August. Die Höhlen werden zum Teil an den Säumen dichter Baumbestände angelegt. Weitere Angaben zur Brutbiologie liegen bisher nicht vor.

## Bestand und Gefährdung
Angaben zur Bestandsgröße gibt es nicht. Die Art gilt in weiten Teilen ihres großen Verbreitungsgebietes als wenig häufig bis häufig, der Bestand ist jedoch offenbar abnehmend. Der Maronenspecht wird von der IUCN noch als ungefährdet („least concern“) eingestuft.